# Onze-Lieve-Vrouw van de Legerskerk
De Onze-Lieve-Vrouw van de Legerskerk (Église Notre-dame des Armées) is een kerkgebouw in de stad Calais.

## Geschiedenis
De kerk ligt in het noorden van de stad in het Quartier des Cailloux. Hier was een arbeiderswijk en men wilde hier ook een kerk bouwen. In 1906 kwam er een sacristie en een noodkapel in de wijk. In 1913 werd een afzonderlijke parochie gesticht. In 1916 brandde de houten noodkapel af. De bouw van een definitieve kerk liep vertraging op vanwege de Eerste Wereldoorlog, maar in 1921 werd alsnog de eerste steen gelegd. In 1924 werd de kerk in gebruik genomen, hoewel hij nog niet geheel voltooid was. In 1928 werd de kerkklok opgehangen.

## Gebouw
De kerk werd ontworpen door Rogé Poyé en is gebouwd in neoromaanse stijl. Het ingangsportaal wordt omzoomd door een open zuilengalerij die enigszins op een kloostergang lijkt. De ingebouwde klokkentoren toont boven het ingangsportaal een basreliëf, voorstellende Christus aan het kruis. De toren heeft een zadeldak waarvan de nog loodrecht op de as van de kerk staat.
Er is een kapel, gewijd aan Sint-Theresia, waarin zich vele ex voto's bevinden.